# 星王棕
星王棕（学名：Roystonea stellata），是古巴东部迈西特有的一种王棕属物种。它们只有一具于1939年采集的模式标本，之后再没有被发现，它们可能的主要栖息地已在1990年代改造成咖啡种植园，且于1990年对该区域进行的搜索亦未能找到它们。该物种最终于2020年由国际自然保护联盟宣告绝灭。

## 描述
星王棕是一种大型的棕榈树，高15米（49英尺）。花序长95厘米（3.12英尺），雌花与雄花皆呈白色。果实长9.8至10.5毫米，宽7.8至8.5毫米，成熟时呈黑色。现时单凭借唯一的一具标本无法对其进行完整的描述。